# Toto Wolff
Torger Christian Wolff (Viena, 12 de enero de 1972), más conocido como Toto Wolff, es un expiloto austriaco de automovilismo. Actualmente es el director ejecutivo de Mercedes-Benz en Fórmula 1, además de accionista de esta escudería (posee un 33% de la misma), y también lo fue de Williams 16%

## Carrera como piloto
Toto Wolff comenzó su carrera en el automovilismo en 1992, en el Campeonato de Austria de Fórmula Ford. También compitió en la Fórmula Ford de Alemania en 1993 y 1994, venciendo las 24 Horas de Nürburgring en su categoría en este último año. En el 1998 fundó Marchfifteen, enfocándose en el Internet y compañías de tecnología. En 2002, Wolff terminó en sexto lugar en el Campeonato del Mundo de NGT, ganando una carrera. En 2003 también venció en una prueba, en este caso de la serie FIA GT/GT1 en Italia. En 2004, Toto Wolff corrió junto a Karl Wendlinger en el Campeonato de GT de la FIA y fundó y Marchsixteen Investments para su compañía ya existente. Wolff se convirtió en subcampeón en el Campeonato de Rally de Austria en 2006 y ganador de las 24 Horas de Dubái.

## Primeros años
Wolff nació el 12 de enero del 1972 en Viena, de madre polaca y padre rumano.
Creció en la capital y fue educado en el Lycee Français de Vienne, una prestigiosa escuela francesa. Su padre fue diagnosticado con cáncer cerebral cuando Toto tenía 8 años. Sus padres se separaron después del diagnóstico a su padre, y este falleció cuando Wolff tenía 15 años.

## Negocios
Wolff fundó compañías de inversión llamadas Marchfifteen, en 1998 y Marchsixteen en 2004, que inicialmente estaban enfocadas en Internet y tecnología. Desde 2003, Toto Wolff se ha centrado en inversiones estratégicas de empresas industriales medianas. Sus inversiones incluyen la empresa alemana HWA AG, comprando el 49% en 2006 y enlistando la compañía en 2007. La compañía manejaba el programa Deutsche Tourenwagen Masters para Mercedes-Benz, haciendo motores F3 y el auto de carreras Gullwing Mercedes-Benz SLS AMG GT3.
Otras inversiones incluyen BRR Rallye Racing, una de las empresas de rally más grandes de Europa. También es co-owner de una compañía de gestión deportiva con Mika Häkkinen y estuvo involucrado en la gestión de pilotos como Bruno Spengler, Alexandre Prémat y Valtteri Bottas. En abril del 2020, Toto Wolff obtuvo un 4.95% de Aston Martin Lagonda Global Holdings como inversión financiera, que rápidamente fue disminudo a menos que el 1%. En junio del mismo año Wolff tenía un 5% en Williams F1 que fue vendido a la propia compañía por Dorilton Capital.
Fue director y CEO del equipo Mercedes-EQ Formula E. También es vicedirector de la Mary Bendet Foundation, fundada en memoria de una colega de su colegio que fue un modelo a a seguir para todos sus amigos. La fundación trata de mejorar la calidad de vida de los niños sin privilegios.

## Automovilismo
Torger Christian Wolff empezó su carrera en 1992 en el Campeonato Austríaco de Fórmula Ford y luego el campeonato Alemán, manejando desde 1992 hasta 1994. En ese año ganó las 24 Horas Nürburgring en su categoría. En 2002 Torger terminó sexto en la categoría del campeonato FIA GT y ganó una carrera. Luego se cambió a la categoría GT Italiana en 2003, ganando una carrera en 2004 y siendo compañero de Karl Wendlinger en la categoría.
Wolff se destacó en el Campeonato de Rally Austríaco en 2006, y ganó las 24 Horas Dubai 2006. Wolff también tuvo el papel de instructor en la Walter Lechner Racing School y en 2009 se convirtió en dueño de un lap-record en Nürburgring Nordschleife en un Porsche RSR. Se convirtió, también, en el teniente de la responsabilidad por el equipo Mercedes EQ Formula E antes de que fuese comprado por McLaren para la temporada 2021-2022.

## Fórmula 1
En 2009, Wolff compró una pequeña acción del equipo Williams Formula One y se unió a los directores. En 2012 fue nombrado director ejecutivo de Williams y ganaron el Gran Premio de España con el piloto Pastor Maldonado.
En enero del 2013, Wolff dejó su puesto en Williams Racing para convertirse en director ejecutivo de Mercedes AMG Petronas Formula One Teamcon su compañero de negocios Rene Berger convirtiéndose en director no-ejecutivo. No solo se unió al equipo como socio gerente, sino que adquirió un 30% de Mercedes-Benz Grand Prix Ltd, con un 10% obtenido por Niki Lauda y 60% por la compañía.
Wolff maneja todas las actividades de motorsport de Mercedes-Benz. En 2014, vendió dos tercios de sus acciones de Williams a un hombre de negocios llamado Brad Hollinger. El 9 de marzo de 2016, Wolff vendió todas sus acciones.
Como copropietario de Williams Racing (donde su segunda esposa Susie trabajaba como piloto de prueba hasta noviembre del 2015) y del Gran Premio de Mercedes, Wolff celebró numerosos podios y logros para ambos equipos, como el final 1–2–3–4 en 2014 en el Gran Premio de Spielberg, como también en Monza.
En el 2020, Mercedes ganó el récord por su séptimo doble campeonato consecutivo de pilotos, récord antes obtenido por Ferrari en el 2000 y 2004. Mercedes también tiene el récord de séptimo campeonato consecutivo de constructores desde 2014 hasta el 2020.
Los logros de Wolff fueron reconocidos a través de un John Bolster Awardde Todt en los Premios Autosport de 2018. También recibió el Premio del Presidente de Todt, con Niki Lauda, en el 2018 FIA Prize Giving Gala en San Petersburgo, Rusia. Mercedes ganó los títulos de F1, F2 y F3 (el de F1 con Lewis Hamilton, el de F2 con George Russelly el F3 con el hijo de Michael Schumacher, Mick Schumacher).
Para 2019, Mercedes continuó su éxito y para ese año Wolff es el único Team Principal que ganó más de 5 campeonatos dobles consecutivos.
En 2020, Mercedes aseguró su séptimo consecutivo doble campeonato. Este batió el récord puesto por Ferrari desde el 1999 hasta el 2004. En la misma temporada, Hamilton se convirtió en el piloto más exitoso en términos de carreras ganadas en el Gran Premio de Portugal y aseguró el séptimo campeonato en el Gran Premio Turco, igualando el récord de Michael Schumacher. En el 2021 aseguraron su octavo campeonato consecutivo de constructores, siendo vencidos por Max Verstappen en Red Bull, quedando segundos en el de pilotos.
Mercedes ha ganado 112 de 204 carreras con Toto Wolff desde el 2014. El equipo ha tomado 120 de 204 poles y 257 de 408 podios posibles. Desde que Toto se unió a Mercedes, tienen un porcentaje de ganar de 52%.
Para el 2023, el patrimonio neto estimado de Toto Wolff es de USD $1,600 millones.

## Trabajo académico
Toto Wolff recibió un doctorado honorario de la Universidad de Cranfield por sus servicios automovilismo en mayo del 2021.
En noviembre del 2021, Wolff fue designado miembro a una beca asociada a la Oxford Saïd Business School por dos años para transferir su conocimiento de la cultura de alto rendimiento, liderazgo y efectividad en la pista.
En febrero del 2022, el liderazgo de Wolff del equipo Mercedes-AMG Petronas F1 fue el caso de estudiode Harvard Business School, escrito por Anita Elberse. Wolff visito Harvard el 3 de marzo del 2022 para enseñar el caso de estudio.
En mayo del 2022, Wolff fue nombrado ejecutivo de Harvard Business School, dando clasescon la profesora Anita Elberse.

## Vida personal
Estuvo casado con Stephanie Wolff, aunque no se sabe mucho de esta relación. Esta trajo a sus dos hijos con Stephanie: Benedict, quien participó en F1 at schools en 2016con el equipo austríaco Airy Eagles y en 2017 con el equipo BTW Swift. Está estudiando una licenciatura en negocios en la Universidad de Southern California y trabaja en Accel. Toto también tiene una hija, Rosa, quien esta graduada de la secundaria. Los dos asistieron a la Vienna Interantional Schooll.
Contrajo matrimonio en octubre de 2011 con la expiloto británica Susie Stoddart, quien ahora es directora de la F1 Academy, con la cual tuvo un hijo el 10 de abril de 2017, Jack Wolff. Vivieron en Ermatingen, Suiza y ahora en Mónaco.